# Sharon Corr
Sharon Helga Corr née le 24 mars 1970, à Dundalk (Irlande, comté de Louth), est la violoniste du groupe irlandais The Corrs. Elle sait également jouer du piano et de la guitare et participe fortement en tant que chanteuse dans le groupe.
C'est notamment elle qui a écrit les tubes So Young, Radio, Long Night, Rebel Heart et les titres Goodbye (pour la démo sur laquelle elle fait la voix principale), Hideaway, All In A Day, Say…
Elle entame une carrière solo en 2010.

## Biographie
Sharon a deux sœurs (Andrea, née en 1974 et Caroline, née en 1973) et un frère (Jim, né en 1964). Sharon joue du violon depuis l'âge de 6 ans et demi. De 7 à 14 ans elle a joué comme second violon dans un orchestre. Puis vient le début du groupe The Corrs dans les années 1990 avec son frère et ses deux sœurs. Tout comme sa fratrie, elle étudie le français.
En 2000, elle participe à l'album Métamorphoses de Jean-Michel Jarre sur lequel elle joue le solo de violon du titre Rendez-Vous à Paris.
Sharon s'est mariée à Gavin Bonnar le 7 juillet 2001 à Cratloe (Irlande, comté de Clare). Le 31 mars 2006, le couple a eu un petit garçon appelé Cathal Robert Gerard Bonnar (appelé communément « Cal »).
Le 18 juillet 2007, Sharon a donné naissance à son deuxième enfant, une fille cette fois-ci prénommée Flori Jean Elizabeth. En 2019, Gavin s'affiche avec la sœur de la reine d'Espagne, Telma Ortiz. On apprend, ainsi, que Sharon s'est séparée de son mari après 18 ans de mariage.
Sharon lance une carrière solo en 2010 avec un album (Dream of you) qui sort le 23 septembre 2010. Son premier single est It's Not a Dream. On peut y trouver quelques reprises dont la chanson des Korgis, Everybody's Got to Learn Sometime. Quelques autres titres de son album sont : Ears Painted On, Small Town Boy, Cooleys Reel, Dream Of You, Over It et Jenny's Chickens. Une tournée suit la sortie de cet album.

## Discographie
- Avec The Corrs
  - 1995 : Forgiven, Not Forgotten
  - 1996 : Live
  - 1997 : Talk on Corners
  - 1999 : The Corrs Unplugged
  - 2000 : In Blue
  - 2001 : Best of The Corrs
  - 2002 : VH1 Presents: The Corrs, Live in Dublin
  - 2004 : Borrowed Heaven
  - 2005 : Home
  - 2015 : White Light
  - 2017 : Jupiter Calling
- Carrière solo :
  - 2010 : Dream of You
  - 2013 : The Same Sun

## Informations diverses
- Comme sa sœur Andrea, elle a déjà été élue plus belle femme d'Irlande.
- Elle écrit aussi beaucoup de chansons pour le groupe et s'est révélée depuis l'écriture de l'album In Blue, notamment avec la chanson Radio.
- Elle est la compositrice de toutes les chansons dont elle est auteur. À l'occasion, elle compose des morceaux pour d'autres artistes, ou même pour des brouillons de chanson, tel le break au violon de Give me a reason, que Jim lui avait envoyé à tout hasard.